# Пітер Пейс
Пітер Пейс (англ. Peter Pace; нар. 5 листопада 1945, Бруклін, Нью-Йорк) — американський воєначальник, генерал морської піхоти США (2000), 16-й Голова (2005-2007) та 6-й Заступник голови Об'єднаного комітету начальників штабів США (2001—2005). Командувач Південного Командування ЗС США (2000—2001). Учасник війни у В'єтнамі.

## Біографія
Військова кар'єра
- 1967 — другий лейтенант
- 1969 — перший лейтенант
- квітень 1971 — капітан
- листопад 1977 — майор
- жовтень 1982 — підполковник
- жовтень 1988 — полковник
- 6 квітня 1992 — бригадний генерал
- 21 червня 1994 — генерал-майор
- 5 серпня 1996 — генерал-лейтенант
- 8 вересня 2000 — генерал

Пітер Пейс народився 5 листопада 1945 року у нью-йоркському Брукліні в родині американців італійського походження, виріс у Тінеку в штаті Нью-Джерсі. Після закінчення коледжу поступив до Військово-морської академії США, звідки випустився лейтенантом в червні 1967 року. Вищу освіту здобув в Університеті Джорджа Вашингтона з отриманням диплома магістра ділового адміністрування та в Національному воєнному коледжі.
Після завершення базового курсу підготовки морських піхотинців на базі у Квантіко у 1968 році відряджений командиром взводу 1-ї дивізії морської піхоти до В'єтнаму. Брав активну участь у боях до березня 1969, після повернення на різних командних та штабних посадах у морській піхоті. У жовтні 1973 капітан Пейс знову повернувся до Південно-Східної Азії, служив оперативним офіцером та начальником штабу підрозділів Корпусу морської піхоти.
З 1975 до 1985 року продовжував службу в різних гарнізонах та на різних військових базах. У червні 1985 поступив до Національного воєнного коледжу, який через рік закінчив і отримав призначення на посаду офіцера Об'єднаного штабу в Сеулі в Південній Кореї. У жовтні 1988 підвищений у званні до полковника.
У серпні 1991 Пейс призначений начальником штабу 2-ї дивізії морської піхоти у Кемп-Леджейн, згодом заступник командира дивізії. Влітку 1992 направлений до Сомалі заступником командира сил морської піхоти, що виконували миротворчі завдання у країні, де палала громадянська війна. З жовтня 1993 до березня 1994 заступник командувача Об'єднаної оперативної групи в Сомалі.
21 червня 1994 року Пейсу присвоєне військове звання генерал-майор і він посів посаду заступника командувача збройних сил США в Японії. 5 серпня 1996 року отримав звання генерал-лейтенанта та призначений директором оперативного управління Об'єднаного комітету начальників штабів. З 23 листопада 1997 до 8 вересня 2000 року командувач силами морської піхоти в Атлантиці, Європі та у Південній Америці, після чого призначений командувачем Південного Командування ЗС США.
30 вересня 2001 його визначили Заступником голови Об'єднаного комітету начальників штабів США, а 12 серпня 2005 генерал П. Пейс став першим офіцером морської піхоти, котрий очолив Збройні сили США на посаді Голови Об'єднаного комітету.
8 червня 2007 року секретар оборони Роберт Гейтс наголосив, що він не буде рекомендувати генерала Пейса Президентові країни на другий термін у посаді Голови ОКНШ, і в жовтні 2007 року той передав повноваження адміралу Маллену.